# Düsseldorfer Kreis
Der Düsseldorfer Kreis, jetzt Arbeitskreis Wirtschaft der Konferenz der unabhängigen Datenschutzbehörden des Bundes und der Länder, dient seit 2013 als Gremium in der Konferenz der unabhängigen Datenschutzbehörden des Bundes und der Länder der Kommunikation, Kooperation und Koordinierung der Aufsichtsbehörden im nicht-öffentlichen Bereich. Die Landesbeauftragte für Datenschutz und Informationsfreiheit Nordrhein-Westfalen hat den Vorsitz. Der Düsseldorfer Kreis war bis 2013 eine informelle Vereinigung der obersten Aufsichtsbehörden, die in Deutschland die Einhaltung des Datenschutzes im nicht-öffentlichen Bereich überwachen. Vertreter dieser Behörden waren im Herbst 1977 in Düsseldorf zusammengekommen, um sich über eine möglichst einheitliche Anwendung des damals neu erlassenen Bundesdatenschutzgesetzes zu verständigen. Seitdem treffen sie sich regelmäßig und beraten über die Entwicklung des Datenschutzes und des Datenschutzrechts.

## Arbeitsgremien
ständige Arbeitsgruppen
- AG Sanktionen (Vorsitz Berliner Beauftragter für Datenschutz und Informationsfreiheit)
- Workshop der Aufsichtsbehörden (Vorsitz Hamburgischer Beauftragter für Datenschutz und Informationsfreiheit)
- AG Versicherungswirtschaft  (Vorsitz ULD Schleswig-Holstein)
- AG Auskunfteien  (Vorsitz Landesbeauftragter für Datenschutz und Informationsfreiheit Nordrhein-Westfalen)
- AG Kreditwirtschaft (Vorsitz Landesbeauftragter für Datenschutz und Informationsfreiheit Nordrhein-Westfalen)
- AG Internationaler Datenverkehr (Vorsitz Berliner Beauftragter für Datenschutz und Informationsfreiheit)
- AG Videoüberwachung (Vorsitz Landesbeauftragter für den Datenschutz Baden-Württemberg)

vorübergehend eingesetzte weitere Gremien
Bei Bedarf werden zusätzlich Ad-hoc-Arbeitsgruppen eingesetzt, z. B. die Ad-hoc-AG Werbung und Adresshandel und die Ad-hoc-AG Elektronisches Lastschriftverfahren.

## Termine, Tagungsorte und Beschlüsse
Tagte der Düsseldorfer Kreis zunächst nur am Gründungsort, änderte sich dies mit der Übernahme der Datenschutzaufsicht im nicht-öffentlichen Bereich durch das ULD Schleswig-Holstein zum 1. Juli 2000 vorübergehend. Bis zum Jahre 2010 fanden die Tagungen unter jährlich wechselndem Vorsitz der Teilnehmerländer statt. Seit 2011 liegt der Vorsitz bei der Landesbeauftragten für Datenschutz und Informationsfreiheit Nordrhein-Westfalen, die Tagungen finden wieder in Düsseldorf statt.
| Datum                    | Tagungsort | Vorsitz                                                                            | Themen der Beschlüsse |
| 8./9. November 2006      | Bremen     | LfD Bremen                                                                         | - Entwicklung und Anwendung von RFID-Technologie - Datenübermittlung im SWIFT-Verfahren in die USA |
| 19./20. April 2007       | Hamburg    | LfD Hamburg                                                                        | - Erhebung von Positivdaten zu Privatpersonen bei Auskunfteien - Mahnung durch Computeranruf - Kreditscoring und Basel II - Internationaler Datenverkehr - Weitergabe von Adressänderungen durch Versandhandelsunternehmen - Weitergabe von Kundendaten durch Versandhandelsunternehmen an Auskunfteien |
| 8./9. November 2007      | Hamburg    | LfD Hamburg                                                                        | - Gesetzesinitiative zu Auskunfteien und Scoring - Anwendbarkeit des Bundesdatenschutzgesetzes auf Rechtsanwälte |
| 17./18. April 2008       | Wiesbaden  | Regierungspräsidium Darmstadt                                                      | - Bonitätsauskünfte an den Versandhandel - Datenschutzkonforme Gestaltung sozialer Netzwerke - Internet-Portale zur Bewertung von Einzelpersonen |
| 13./14. November 2008    | Wiesbaden  | Regierungspräsidium Darmstadt                                                      | - Digitalen Straßenansichten insbesondere im Internet (etwa Google Street View) - Novellierung des Bundesdatenschutzgesetzes in den Bereichen Adressenhandel, Werbung und Datenschutzaudit |
| 23./24. April 2009       | Schwerin   | Landesbeauftragter für Datenschutz und Informationsfreiheit Mecklenburg-Vorpommern | - Telemarketing bei NGOs - Mitarbeiter-Screenings in international tätigen Unternehmen |
| 26./27. November 2009    | Stralsund  | Landesbeauftragter für Datenschutz und Informationsfreiheit Mecklenburg-Vorpommern | - Gesetzesänderung bei der Datenverwendung für Werbezwecke - Keine Internetveröffentlichung sportgerichtlicher Entscheidungen - Web-Analyse-Dienste (etwa Google Analytics) |
| 28./29. April 2010       | Hannover   | Der Landesbeauftragte für den Datenschutz Niedersachsen                            | - Safe-Harbor-Zertifizierungen |
| 24./25. November 2010    | Düsseldorf | Der Landesbeauftragte für den Datenschutz Niedersachsen                            | - Umsetzung der Datenschutzrichtlinie für elektronische Kommunikation - Mindestanforderung an Datenschutzbeauftragte - Minderjährige in sozialen Netzwerken schützen - Gruppenversicherungen in Vereinen                                                                                                |
| 4./5. Mai 2011           | Düsseldorf | Landesbeauftragter für Datenschutz und Informationsfreiheit Nordrhein-Westfalen    | - Datenschutzgerechte Smartphone-Nutzung - Anbindung von Praxis-EDV-Systemen an medizinische Netze - Krankenhausinformationssysteme |
| 22./23. November 2011    | Düsseldorf | Landesbeauftragter für Datenschutz und Informationsfreiheit Nordrhein-Westfalen    | - Anonymes und pseudonymes elektronisches Bezahlen von Internet-Angeboten ermöglichen - Beschäftigtenscreening bei AEO-Zertifizierung wirksam begrenzen |
| 18./19. September 2012   | Düsseldorf | Landesbeauftragter für Datenschutz und Informationsfreiheit Nordrhein-Westfalen    | - Near Field Communikation (NFC) bei Geldkarten |
| 26./27. Februar 2013     | Düsseldorf | Landesbeauftragter für Datenschutz und Informationsfreiheit Nordrhein-Westfalen    | - Videoüberwachung in und an Taxis |
| 11./12. September 2013   | Düsseldorf | Landesbeauftragter für Datenschutz und Informationsfreiheit Nordrhein-Westfalen    | - Orientierungshilfe "Videoüberwachung durch nicht-öffentliche Stellen" |
| 25./26. Februar 2014     | Düsseldorf | Landesbeauftragter für Datenschutz und Informationsfreiheit Nordrhein-Westfalen    | - Dashcams – Unzulässigkeit von Videoüberwachung aus Fahrzeugen |
| 23./24. September 2014   | Düsseldorf | Landesbeauftragter für Datenschutz und Informationsfreiheit Nordrhein-Westfalen    | - Datenschutz im Kraftfahrzeug |
| 4./5. März 2015          | Düsseldorf | Landesbeauftragter für Datenschutz und Informationsfreiheit Nordrhein-Westfalen    | Beschlüsse wurden nicht gefasst. |
| 15./16. September 2015   | Düsseldorf | Landesbeauftragter für Datenschutz und Informationsfreiheit Nordrhein-Westfalen    | - Nutzung von Kameradrohnen durch Private |
| 8./9. März 2016          | Düsseldorf | Landesbeauftragter für Datenschutz und Informationsfreiheit Nordrhein-Westfalen    | - Orientierungshilfe zur datenschutzrechtlichen Einwilligung in Formularen |
| 13./14. September 2016   | Düsseldorf | Landesbeauftragter für Datenschutz und Informationsfreiheit Nordrhein-Westfalen    | - Fortgeltung bisher erteilter Einwilligungen unter der DSGVO |
| 7. März 2017             | Düsseldorf | Landesbeauftragter für Datenschutz und Informationsfreiheit Nordrhein-Westfalen    | Beschlüsse wurden nicht gefasst. |
| 12./13. Oktober 2017     | Düsseldorf | Landesbeauftragter für Datenschutz und Informationsfreiheit Nordrhein-Westfalen    | Beschlüsse wurden nicht gefasst. |
| 28. Februar/1. März 2018 | Düsseldorf | Landesbeauftragter für Datenschutz und Informationsfreiheit Nordrhein-Westfalen    | Beschlüsse wurden nicht gefasst. |
| 19./20. September 2018   | Düsseldorf | Landesbeauftragter für Datenschutz und Informationsfreiheit Nordrhein-Westfalen    | Beschlüsse wurden nicht gefasst. |
| 25./26. Februar 2019     | Düsseldorf | Landesbeauftragter für Datenschutz und Informationsfreiheit Nordrhein-Westfalen    | Beschlüsse wurden nicht gefasst. |
| 17. September 2019       | Düsseldorf | Landesbeauftragter für Datenschutz und Informationsfreiheit Nordrhein-Westfalen    | Beschlüsse wurden nicht gefasst. |

Aus gegebenen Anlässen werden Beschlüsse auch außerhalb der Tagungen veröffentlicht, zum Beispiel:
- Orientierungshilfe zur "Einholung von Selbstauskünften bei Mietinteressenten" (30. Januar 2018)[40]
- Einwilligungs- und Schweigepflichtentbindungserklärung in der Versicherungswirtschaft (17. Januar 2012)[41]
- Datenschutz in sozialen Netzwerken (8. Dezember 2011)[42]
- Datenschutz-Kodex des BITKOM für Geodatendienste unzureichend – Gesetzgeber gefordert (8. April 2011)[43]
- Gesetzesänderung bei der Datenverwendung für Werbezwecke (27. November 2010)[19]
- Bonitätsauskünfte über Mietinteressenten nur eingeschränkt zulässig (22. Oktober 2009)[44]
- Unzulässige Übermittlungen von Passagierdaten an britische Behörden (13. Juli 2009)[45]